# ウィリアム・ロイド・ウェバー
ウィリアム・ロイド・ウェバー（William Southcombe Lloyd Webber, 1914年3月11日 ロンドン – 1982年10月29日 同地）は、イギリスのオルガニストで作曲家。

## 経歴
1914年、ロンドン生まれ。
1964年より王立音楽大学の終身学長であった。作曲家としては長らく無名であったが、2人の息子ジュリアンとアンドルーの活躍を通じて、自身の作品も再浮上するようになった。アンドルーの『レクィエム』は、父ウィリアムの追悼音楽にほかならない。
作品は、ASVやハイペリオン、シャンドスなどと、英国のレーベルから録音が相次いでいる。2005年に宗教曲『聖なる憐れみ』（The Divine Compassion）がエオリアン・シンガーズの上演によって復活した。『ヨハネ福音書』のキリストの受難の章に基づくこの大作は、上演に95分を要する。2007年の夏には、ロンドンにおいて「ウィリアム・ロイド・ウェバー音楽祭」が催された。